# 深夜業
深夜業（しんやぎょう）とは、深夜の時間帯における労働者による労働のことをいう。深夜勤務（夜勤、夜勤専従者）、深夜労働と表現することもある。
深夜の時間帯において労働することは、人の生体リズムに反し、昼間働くよりも心身に負担がかかるとことから、賃金や安全衛生管理等において様々な規定が設けられている。

## 国際労働機関条約
国際労働機関（ILO）の第89号条約および第171号条約（日本はいずれも未批准）では、夜業について「午前0時から午前5時までの時間を含む最低7時間以上の継続期間に行われるすべての労働」と定義され、以下の措置を求めている。
- 1948年の夜業（婦人）条約（第89号）
  - 婦人は年齢に拘わらず、家庭内労働を除いて、公私一切の工業的企業又はその各分科において就業禁止。
- 1990年の夜業条約（第171号）
  - 労働者の申し出によって、無料の健康評価の実施
  - 健康上、夜業労働者の適正なしと判断された場合、類似業務への配置転換、および雇用保護
  - 適切な社会サービスの付与

## 労働基準法による規定
日本の労働基準法において「深夜の時間帯」とは、午後10時から午前5時まで（厚生労働大臣が必要であると認める場合においては、その定める地域又は期間については午後11時から午前6時まで）の間とされている（労働基準法第37条4項、第61条1項・2項）。
労働基準法の規定で、次に該当する労働者は深夜業が禁止されている。
1. 満18歳未満の年少者（労働基準法第61条1項）。ただし以下の場合は年少者に深夜業をさせることができる。
  - 交替制によって使用する満16歳以上の男性である場合（労働基準法第61条1項但書）。
    - ここでいう「交替制」とは、同一労働者が一定期日ごとに昼間勤務と夜間勤務とに交替につく勤務の態様をいう（昭和23年7月5日基発971号）。いわゆる3交替制もここでいう「交替制」に該当する（昭和63年3月14日基発150号）。
    - 18歳未満の労働者について、午前7時から翌日午前0時30分まで労働させ、その日は非番とし、さらに翌日の午前7時から労働させる隔日勤務について、昼間勤務に引続き深夜勤務がなされ、就労時間の交替を伴わないものはここでいう交替制には該当しないと解した裁判例がある（植村魔法瓶工業事件。大阪高判昭和48年8月30日）。

  - 交替制によって労働させる事業（事業全体として交替制を取る場合）については、行政官庁（所轄労働基準監督署長。以下同じ）の許可を受けて、午後10時30分まで労働させ、又は午前5時30分から労働させる場合（労働基準法第61条3項）。
    - かつて紡績工場等において年少者の2交替操業と満18歳以上の男子による深夜操業とを組み合わせることによって24時間操業を可能にするために設けられた規定であるが[2]、近年労働基準監督署長の許可はなされておらず[3]、すでに役割を終えた規定とされる。

  - 農林業、水産・養蚕・畜産業、保健衛生業又は電話交換の業務に使用される年少者の場合（労働基準法第61条4項、別表第一）。
    - 電話交換の事業に使用される年少者であっても、電話交換の業務以外の業務に従事する者については深夜業は認められていない。一方、鉄道、警察、鉱山、新聞その他の事業における電話交換業務に従事する者についても深夜業は認められる（昭和23年5月7日基収697号、昭和63年3月14日基発150号）。「電話交換の業務」の規定については、すでに自動電話交換機が広く採用されていることから、すでに役割を終えた規定とされる[2]。

  - 災害その他避けることができない事由によって、臨時の必要がある場合において、使用者が行政官庁の許可を受けて（事態急迫の場合は、事後に届け出る）、その必要の限度において行う時間外労働・休日労働が深夜に及んだ場合（労働基準法第33条1項、第61条4項）。
    - 一方、第33条3項に定める「公務のために臨時の必要がある場合」には年少者に深夜業をさせることはできない。

  - 満15歳に達した日以後の最初の3月31日が終了しない者については、深夜業の制限が午後8時から午前5時（厚生労働大臣が必要と認める場合においては、その定める地域又は期間については午後9時から午前6時）[4]までに拡大されている（労働基準法第56条、第61条5項）。
2. 妊産婦（妊娠中および産後1年未満の女性。労働基準法第64条の3第1項）
  - 使用者は、妊産婦が請求した場合においては、深夜業をさせてはならない（労働基準法第66条3項）。

管理監督者等、労働基準法第41条各号に該当する者については労働時間、休憩及び休日に関する規定は適用しないとされているが、この「労働時間、休憩及び休日に関する規定」には深夜業の規制に関する規定は含まれない（昭和61年3月20日基発151号、ことぶき事件・最判平成21年12月28日）。したがって妊産婦が第41条該当者である場合でも、妊産婦が請求すれば深夜業をさせてはならないし、年少者が第41条該当者である場合でも、上記の場合を除き深夜業をさせることはできない。
なお、労働基準法の制定当初から1999年（平成11年）の改正までは、原則的に女性の深夜業が禁止されていた（後述）。

### 割増賃金
労働基準法 第三十七条 (4)　

使用者が、午後十時から午前五時まで（厚生労働大臣が必要であると認める場合においては、その定める地域又は期間については午後十一時から午前六時まで）の間において労働させた場合においては、その時間の労働については、通常の労働時間の賃金の計算額の二割五分以上の率で計算した割増賃金を支払わなければならない。

使用者は労働者に深夜業を行わせた場合においては、その時間の労働については、通常の労働時間の賃金の計算額の2割5分（25%）以上の率で計算した割増賃金を支払わなければならない（労働基準法第37条4項）。労働がどの時間帯に行われるかに着目して深夜労働に一定の規制をする点で、労働時間に関する労働基準法の他の規定とはその趣旨目的を異にする（ことぶき事件）。この場合の賃金には、家族手当、通勤手当その他厚生労働省令で定める賃金（別居手当、子女教育手当、住宅手当、臨時に支払われた賃金および1ヶ月を超える期間ごとに支払われる賃金）は含まれない。なお、時間外労働が深夜に及んだ場合は5割（50%）以上（中小事業主の事業を除く月60時間超の時間外労働の場合は7割5分（75%））、休日労働が深夜に及んだ場合は6割（60%）以上の割増賃金を支払わなければならない（労働基準法施行規則第20条）。第41条該当者であっても、深夜業に係る部分の割増賃金は支払わなければならない。みなし労働時間制を採用した場合でも、労働者が現実に午後10時以降に労働した場合には、使用者はその時間に応じた割増賃金を支払わなければならない（昭和63年1月1日基発1号）。

## 男女雇用機会均等法等による規定
女性の深夜業禁止規定は、1919年のILO4号条約（日本は未批准）を受けて、1929年（昭和4年）7月の改正工場法の施行に始まり、戦後の労働基準法もこれを引き継いで、1947年（昭和22年）の施行当初は年齢にかかわらず女性の深夜業を全面禁止とした（女子の深夜業の禁止、施行当時の労働基準法第62条（のちに第64条の3へ移動））。その後1952年（昭和27年）9月の改正法施行により女子の深夜業は社会通念上女子でなければならず、かつ女子の健康福祉に有害でない業務で、中央労働基準審議会の議を経て命令で定めるものについて認められることとなり、その後労働基準法等の幾度の改正で同条の例外となる業務が順次拡大されていった。
そして1999年（平成11年）の男女雇用機会均等法の改正に伴う労働基準法の改正により、18歳以上の女性は原則すべての業務において深夜業が可能になった。なお、事業主は女性労働者が労働基準法第66条3項の規定による請求をしたこと及び同項の規定により深夜業をしなかったことを理由として当該女性労働者に対して解雇その他不利益な取扱いをしてはならない（男女雇用機会均等法第9条3項、同施行規則第2条の2）。
事業主は、女性労働者の職業生活の充実を図るため、当分の間、女性労働者を深夜業に従事させる場合には、通勤及び業務の遂行の際における当該女性労働者の安全の確保に必要な措置を講ずるように努めるものとする（男女雇用機会均等法施行規則第13条）とされ、これに基づき、「深夜業に従事する女性労働者の就業環境等の整備に関する指針」（平成10年3月13日労働省告示21号）が告示されている。同告示により、特に次の点について適切な措置を講ずるべきであるとされている。
- 通勤及び業務の遂行の際における安全の確保
- 子の養育又は家族の介護等の事情に関する配慮
- 仮眠室、休養室等の整備
- 健康診断等

## 労働安全衛生法による規定
- 深夜業を含む業務に「常時500人以上」の労働者を従事させる事業場については、その事業場に専属の者を産業医として選任しなければならない（労働安全衛生規則第13条1項）。一般の事業場（「常時1000人以上」）よりも専属要件が厳しく求められている。
- 深夜業を含む業務に労働者を従事させる事業場については、深夜業に常時従事する労働者に対し、「配置替えの際及び6月以内ごとに1回」健康診断を行わなければならない（特定業務従事者の健康診断、労働安全衛生規則第45条）。一般の労働者の定期健康診断（「1年以内ごとに1回」）よりも期間要件が厳しく求められている。
  - 「深夜業に常時従事する労働者」とは、常態として深夜業を1週1回又は1月に4回以上行うこととされている（昭和23年10月1日基発1456号）。突発的な深夜残業がこの頻度を超えて発生し、実態としてこれを超えることとなれば「深夜業に常時従事する労働者」に該当する。また所定労働時間の一部のみが深夜時間帯に係る労働者も該当する。短時間労働者であっても、労働時間等が所定の要件に該当すれば対象となる。この頻度に達しない（深夜業が月に1、2回程度）場合であっても、健康診断の実施が望ましいとされている。
- 深夜業に従事する労働者であって、常時使用され、自ら受けた健康診断を受けた日前6月間を平均して1月当たり4回以上深夜業に従事したものは、自ら受けた健康診断の結果を証明する書面を事業者に提出することができる（自発的健康診断、労働安全衛生法第66条の2、労働安全衛生規則第50条の2）。
- 事業者は、健康診断の結果異常の所見があると診断された労働者に対し、当該労働者の健康を保持するために必要な措置について医師又は歯科医師の意見を聴かなければならず、この意見を勘案しその必要があると認めるときは、深夜業の回数の減少等適切な措置を講じなければならない（労働安全衛生法第66条の4、第66条の5）。
  - 深夜業に従事する労働者については、昼間業務に従事する者とは異なる生活様式を求められていることに配慮し、睡眠指導や食生活指導等を一層重視した保健指導を行うよう努めることが必要である（「健康診断結果に基づき事業者が講ずべき措置に関する指針」平成8年10月1日健康診断結果措置指針公示第1号、最終改正平成29年4月14日健康診断結果措置指針公示第9号）。

## 育児介護休業法による規定
1999年（平成11年）の改正法施行により労働基準法における女性労働者の保護規定が廃止されたことに伴い、育児介護休業法に育児・介護を行う労働者への配慮規定の制度が追加された。
事業主は、小学校就学の始期に達するまでの子を養育、又は要介護状態にある対象家族（配偶者、父母、子、配偶者の父母、祖父母・兄弟姉妹・孫）を介護する労働者であって以下のいずれにも該当しないものが請求したときは、事業の正常な運営を妨げる場合を除き、午後10時から午前5時までの間において労働させてはならない。この請求は開始・終了予定日を明らかにして開始予定日の1月前までにしなければならない（育児介護休業法第19条、第20条、同施行規則第61条）。事業主は、深夜業をしない旨の請求をし、又は深夜業をしなかったことを理由として、当該労働者に解雇その他不利益な取扱いをしてはならない（施行規則第20条の2）。請求の回数に上限はない。
- 日々雇用される者
- 当該事業主に引き続き雇用された期間が1年に満たない労働者
- 1週間の所定労働日数が2日以下の労働者
- 所定労働時間の全部が深夜にある労働者
- 当該請求に係る深夜において、常態として当該子を保育又は当該対象家族を介護することができる同居の家族等がいる場合の当該労働者
  - 「常態として当該子を保育又は当該対象家族を介護することができる同居の家族等」とは、16歳以上であって以下のいずれにも該当する者とする（施行規則第60条）。
    - 深夜に就業していないこと（深夜の就業日数が1月について3日以下の者を含む）
    - 負傷、疾病又は心身の障害により請求に係る子又は家族を保育・介護することが困難でないこと
    - 6週間（多胎妊娠の場合にあっては14週間）以内に出産する予定であるか又は産後8週間を経過しない者でないこと

## 船員法による規定
船員（船員法第1条に規定する船員）には労働基準法上の深夜業の規定は適用されないが（労働基準法第116条）、別途船員法によって夜間労働の規定が置かれている。
船舶所有者は、18歳未満の船員を午後8時から翌日の午前5時までの間において作業に従事させてはならない。ただし、国土交通省令の定める場合において午前0時から午前5時までの間を含む連続した9時間の休息をさせるときは、この限りでない。この規定は、第68条1項1号の作業（人命、船舶若しくは積荷の安全を図るため又は人命若しくは他の船舶を救助するため緊急を要する作業）に従事させる場合には、これを適用しない（船員法第86条1項、2項）。
船舶所有者は、妊産婦の船員を午後8時から翌日の午前5時までの間において作業に従事させてはならない。ただし、国土交通省令で定める場合において、これと異なる時刻の間において午前0時前後にわたり連続して9時間休息させるときは、この限りでない。この規定は、出産後8週間を経過した妊産婦の船員がこの時刻の間において作業に従事すること又はこの規定による休息時間を短縮することを申し出た場合において、その者の母性保護上支障がないと医師が認めたときは、これを適用しない（船員法第88条の4第1項、2項）。第88条の4の規定は、第68条1項1号の作業に従事させる場合には、これを適用しない（船員法第88条の5）。
- 第86条、第88条の4の「国土交通省令の定める場合」は、船舶が高緯度の海域にあって昼間が著しく長い場合及び所轄地方運輸局長の許可を受けて、海員を旅客の接待、物品の販売等軽易な労働に専ら従事させる場合をいう（船員法施行規則第58条1項）。船舶所有者は、この許可を受けようとするときは、船舶ごとに左の事項を記載した申請書2通を提出しなければならない（船員法施行規則第58条2項）。
  - 船舶所有者の氏名又は名称及びその住所又は主たる事務所の所在地
  - 船舶の種類、名称、総トン数、用途（業種）及び航路（従業制限）
  - 職務の名称及び内容
  - 労働の開始及び終了の時刻
  - 許可を受けようとする期間